# Cassandre Lambert
Pour les articles homonymes, voir Lambert.
Cassandre Lambert, née le 6 juillet 2000 dans le Rhône, est une autrice française de romans pour la jeunesse, écrits dans les genres fantasy et dystopie.

## Biographie
Née en 2000, elle est originaire d'Yzeron, commune des monts du Lyonnais située dans le département du Rhône, et issue d'une famille nombreuse. Elle commence à écrire alors qu'elle est lycéenne, influencée par la lecture des romans de Pierre Bottero, un maître de la fantasy. Elle écrit un premier roman à l'âge de quinze ans, mais celui-ci n'est pas retenu par les maisons d'édition.
Alors qu'elle est étudiante à la faculté de Droit, son nouvel opus L'Antidote mortel est retenu par les éditions Didier Jeunesse qui le publient en avril 2021. Il est primé par les Talents Cultura dans la catégorie « Les Talents jeunesse, dès 12 ans » et salué par la presse quotidienne régionale. Le succès est immédiat, et le premier tirage de 7 000 exemplaires rapidement épuisé, nécessitant une réédition. Son éditeur lui commande une suite, et le tome 2 intitulé Le Casque maléfique est publié en septembre de la même année.
Pour son troisième ouvrage, elle choisit de quitter l'univers de la fantasy pour celui de la dystopie. Le premier tome de L'Empire des femmes intitulé Sapientia paraît en septembre 2022. Il est également bien accueilli par la presse quotidienne régionale, si bien qu'il est suivi en avril 2023 par un second tome intitulé Teneros.
Elle change complètement de genre pour son cinquième roman, Celle que je cherchais, une histoire d'amour au sortir de l'adolescence dont l'action se déroule de nos jours. À l'été 2024, son éditeur annonce une nouvelle duologie, Atalante, dont la parution du premier tome a lieu le 6 novembre suivant ; l'histoire se rattache cette fois à la mythologie grecque.
En 2024, elle participe à l'édition de Koh-Lanta : La Tribu maudite. Elle est éliminée lors de l'avant dernier conseil éliminatoire de l'aventure. Le second tome de sa duologie Atalante est publié le 5 mars 2025. Elle le présente aux Escales du livre de Bordeaux le 6 avril suivant.

## Œuvres
- L'Antidote Mortel, Didier Jeunesse, 2021, 544 p.  (ISBN 978-2278100507)
- L'Antidote Mortel, tome 2 : Le Casque maléfique, Didier Jeunesse, 2021, 528 p.  (ISBN 978-2017213420)
- L'Empire des femmes, tome 1 : Sapientia, Didier Jeunesse, 2022, 352 p.  (ISBN 978-2278120901)
- L'Empire des femmes, tome 2 : Teneros, Didier Jeunesse, 2023, 352 p.  (ISBN 978-2278122615)
- Celle que je cherchais, Didier Jeunesse, 2023, 416 p.  (ISBN 978-2278122820)
- Atalante, tome 1 : La Naissance d'une guerrière, Didier Jeunesse, 2024, 352 p.  (ISBN 978-2278128846)
- Atalante, tome 2 : L'ascension d'une légende, Didier Jeunesse, 2025, 373 p.  (ISBN 978-2278131945)